# 箱根権現

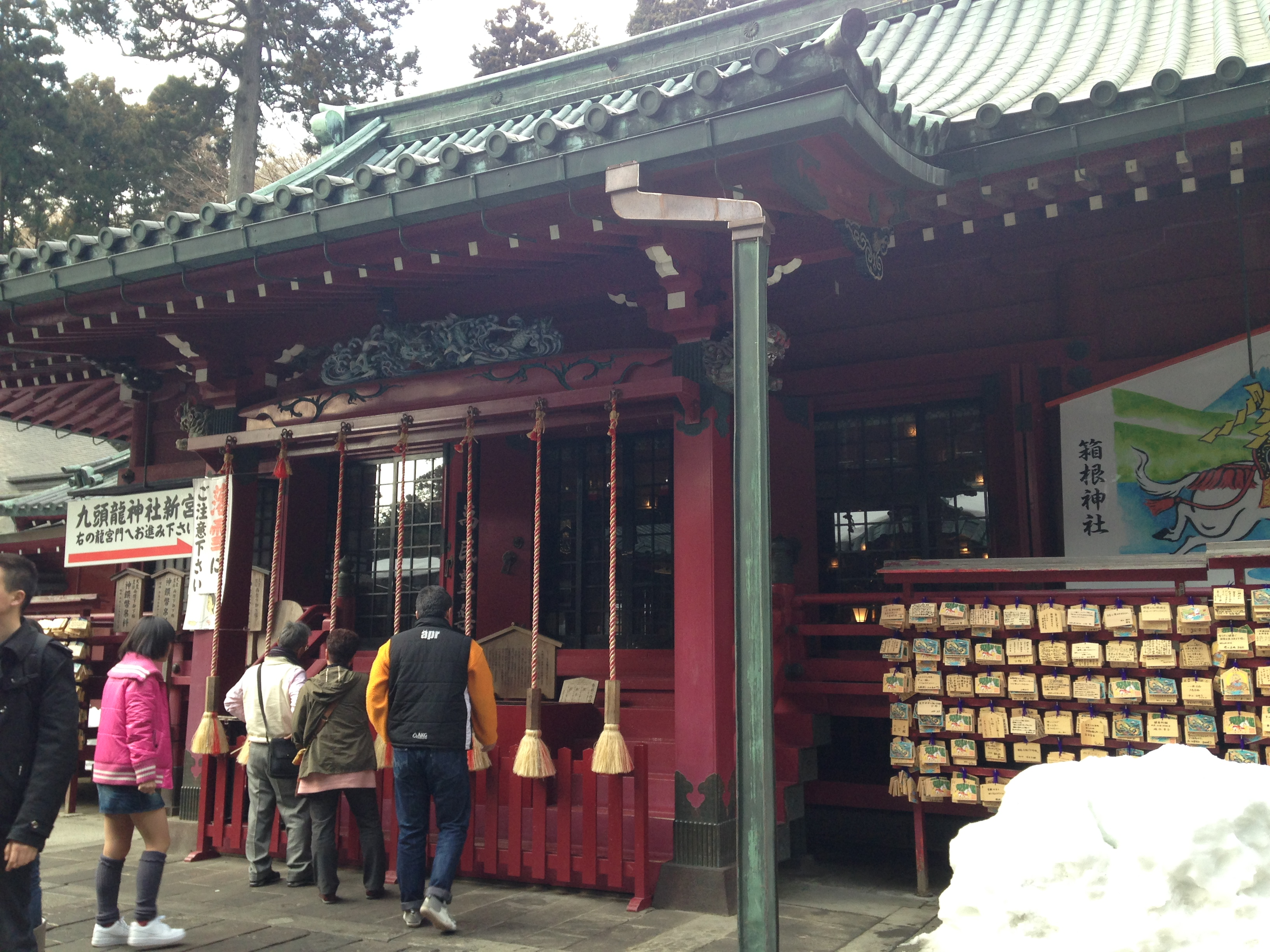
箱根神社（旧箱根権現）の拝殿

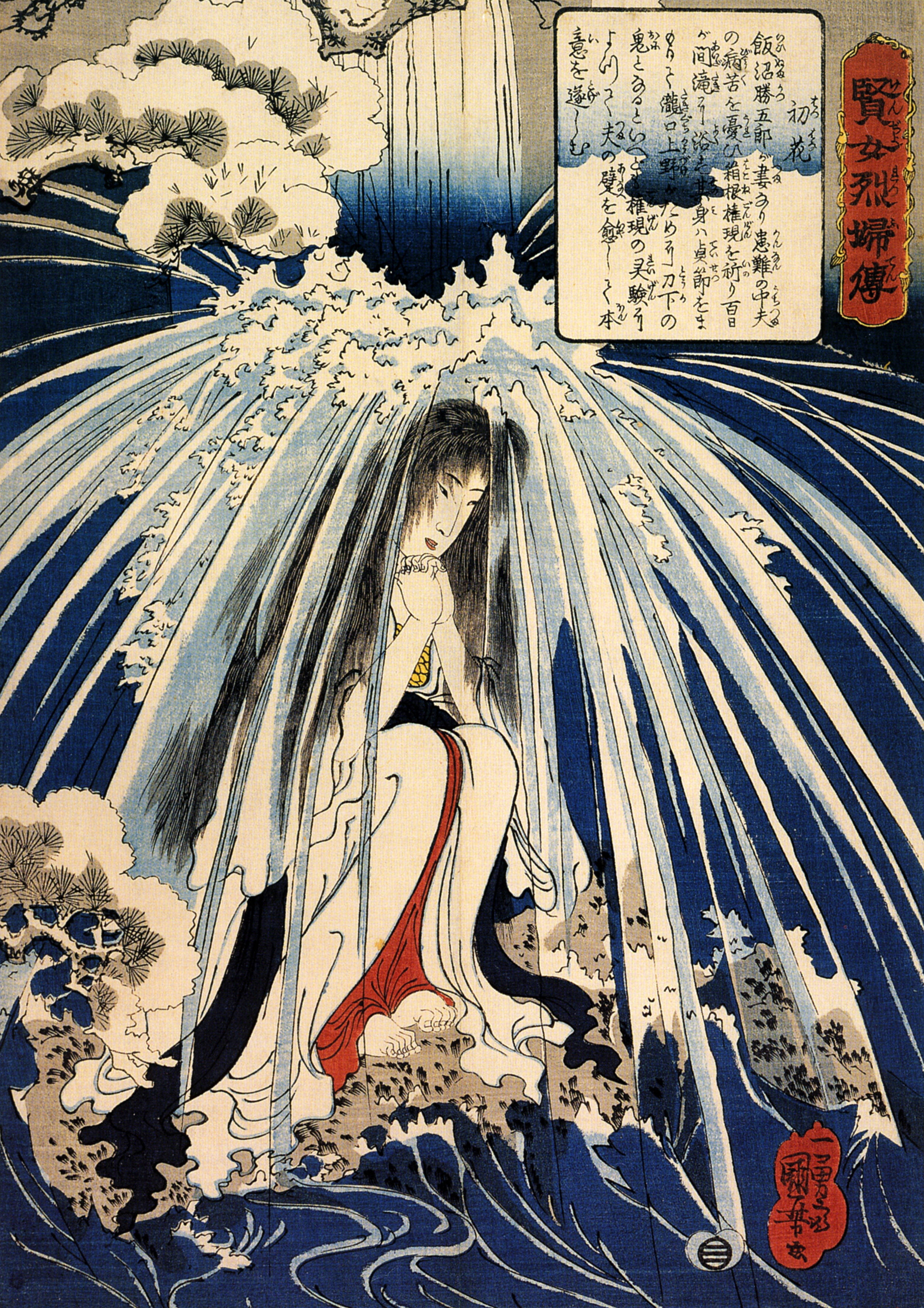
滝に打たれ、箱根権現に願掛けする飯沼勝五郎の妻・初花。

箱根権現（はこねごんげん）は、箱根山の山岳信仰と修験道が融合した神仏習合の神であり、文殊菩薩・弥勒菩薩・観世音菩薩を本地仏とする。神仏分離・廃仏毀釈が行われる以前は、箱根権現社（現・箱根神社）・箱根山金剛王院東福寺で祀られた。
箱根大権現、伊豆山神社と合わせて箱根二所権現、更に三嶋大社を合わせて箱根三所権現とも呼ばれた。

## 歴史
箱根山では、古代より主峰・神山に対する山岳信仰があり、神山を遥拝できる駒ケ岳の山頂を磐境として祭祀が行われていた。特に、孝昭天皇の時代に聖占が駒ケ岳において神山を神体山として祀ったことが、山岳信仰の隆盛に大きな影響を与えたとされる。
天平宝字元年（757年）朝廷の命を受けて、万巻が箱根山の山岳信仰を束ねる目的で箱根山に入山し、神山や駒ケ岳で3年間修行して、三所権現（法躰・俗躰・女躰）を感得した。法躰は文殊菩薩の垂迹、俗躰は弥勒菩薩の垂迹、女躰は観世音菩薩の垂迹とされる。
伝承では、万巻は神託に基づいて、箱根権現を祀る社殿（現在の箱根神社）を建立したほか、地元の人々を悩ませていた九頭龍を鎮め、龍を祀る社（九頭龍神社）も建立したとされる。その後、神仏習合の流れの中で、万巻上人草創の箱根権現社と箱根山東福寺（後の金剛王院）とが一体を成し、箱根権現への信仰は東密の影響を大きく受け、多くの修験者が箱根山に入山して関東の修験霊場として栄えた。
平安時代に箱根路が開かれると、旅人が箱根権現に道中の安全を祈願することも多くなった。
鎌倉時代に、箱根権現は源頼朝の篤い崇敬を受け、鶴岡八幡宮に次いで関東武士の信仰を集めた。箱根権現・伊豆山権現を併せて二所権現と呼び、二所詣の風習も生まれた。
室町時代、地元駿河国駿東郡豪族の大森氏の出身であった37世證実と兄の大森頼春が上杉禅秀の乱で鎌倉を追われた鎌倉公方足利持氏を箱根権現に匿ってその危難を救った功績によって、大森氏と箱根権現には箱根山の両側（足柄下郡・駿東郡）に広大な所領を与えられた。
戦国時代に入ると大森氏は新興の伊勢宗瑞（北条早雲）に滅ぼされるが、早雲も箱根山の掌握を重視して自分の子を箱根権現の別当にすべく送り込み、やがてその子は40世長綱（後の北条幻庵）となっている。
江戸時代に箱根の関所が置かれて東海道が整備されると、交通の要所に位置することとなった箱根権現は一層篤い信仰を受けるようになった。

### 明治以降
明治維新の神仏分離令による廃仏毀釈によって、修験道に基づく箱根権現社は箱根神社へと改称された。別当寺である箱根山金剛王院東福寺は廃寺に追い込まれた（箱根神社境内の駐車場付近にあったと推定される）。
明治6年(1873年）には明治天皇と昭憲皇太后が参拝し、その後も皇族の参拝が続いた。昭和55年(1980年）に昭和天皇と皇后が参拝し、昭和56年(1981年）に浩宮皇太子（現・今上天皇、令和）が参拝した。